# Joey Molland

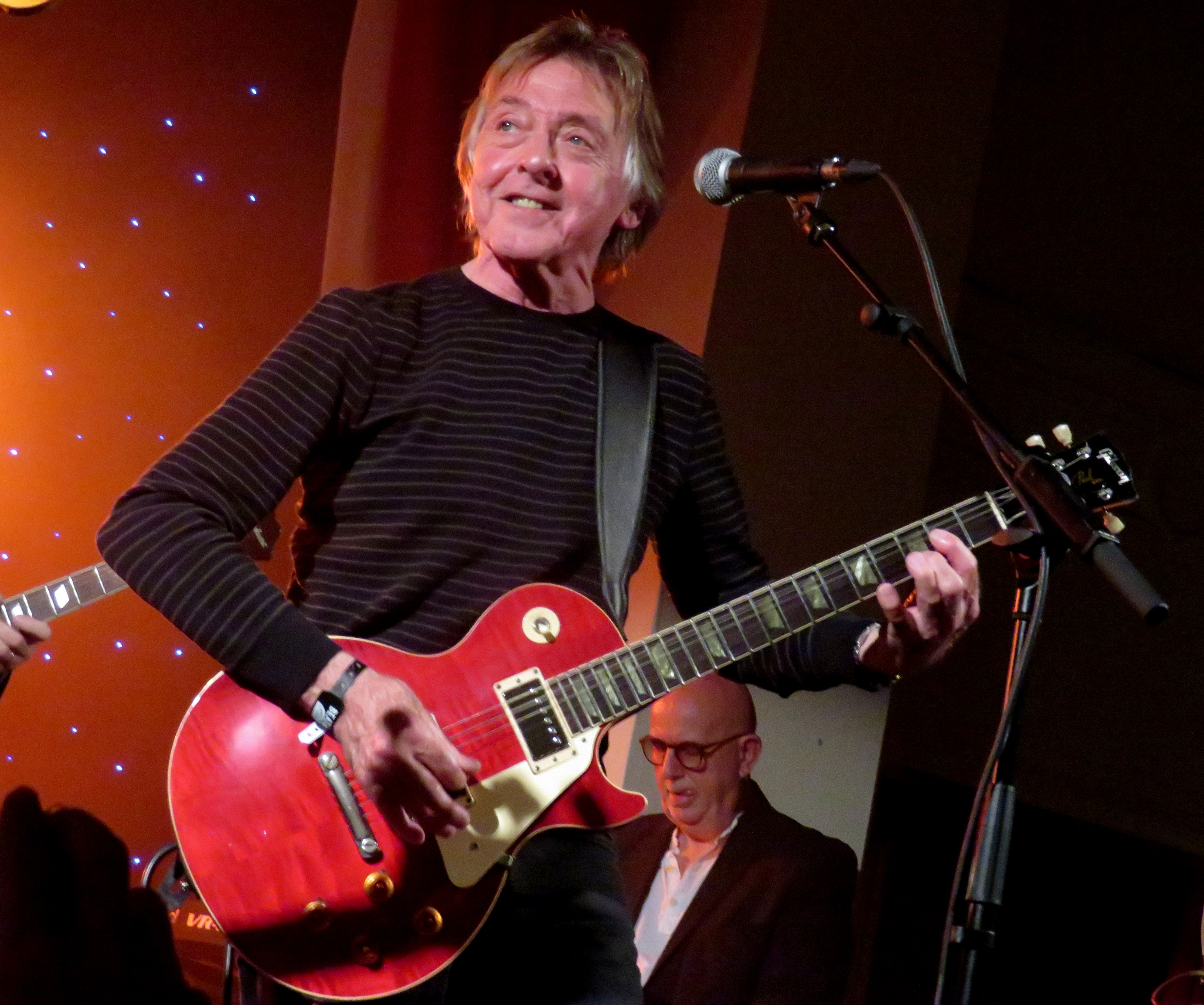
Joey Molland (2018)

Joseph Charles „Joey“ Molland (* 21. Juni 1947 in Liverpool, England; † 1. März 2025 in St. Louis Park, Minnesota) war ein britischer Rockmusiker, der vor allem als Sänger und Gitarrist von Badfinger bekannt wurde.

## Leben
Bereits mit fünf oder sechs Jahren begann Molland sich auf dem Klavier Akkorde herauszuarbeiten und diese zu spielen. Als er mit elf Jahren das erste Mal Elvis Presleys Version des Rock-’n’-Roll-Klassikers Blue Suede Shoes hörte, nahm er sich die Gitarre seines Bruders und begann das Stück nachzuspielen.
Als Teenager spielte er in seiner ersten Band, die sich The Assassins nannte. Nach einigen Monaten trennte sich die Band wieder und The Profiles folgten. In dieser Zeit lernte er Pete Wiggins kennen, durch den er schließlich erstmals live in einem Liverpooler Pub auftrat. Mit den Profiles spielte er dort etwa sieben Monate lang vorzugsweise Chuck-Berry-Songs und verdiente sich so sein Geld.
Nachdem sich auch diese Band getrennt hatte, schloss er sich den Masterminds an, die 1965 mit Andrew Loog Oldham einen Bob-Dylan-Song aufnahmen. Nach den Masterminds kamen The Merseybeats, The Fruit Eating Bears, The Cryings Shames und Gary Walker & the Rain, bis er 1968 schließlich die Band The Iveys kennenlernte, die gerade bei Apple Records unterschrieben hatten. Nach deren Umbenennung in Badfinger und dem Ausscheiden von Ron Griffiths schloss sich Molland 1969 der Band an. Er ist erstmals auf dem 1970er-Album No Dice zu hören.
Im November 1974 verließ er Badfinger und schloss sich mit Mark Clarke, dem früheren Bassisten von Colosseum und Uriah Heep, Schlagzeuger Jerry Shirley, der früher bei Humble Pie gespielt hatte, und Peter Wood, dem Ex-Keyboarder von Sutherland Brothers & Quiver, zu der Supergroup Natural Gas zusammen. Die Band veröffentlichte nur ein von Felix Pappalardi produziertes Album namens Natural Gas im Jahre 1976, obwohl es noch zu zwei Umbesetzungen kam. 
1979 meldeten sich Molland und Tom Evans als Badfinger zurück und brachten die Alben Airwaves (1979) und Say No More (1981) heraus. Im Jahre 1983 erschien Mollands erstes Soloalbum After the Pearl.  Danach blieb es lange Zeit still um Molland, bis er sich 1992 mit dem Album Pilgrim zurückmeldete. 1999 erschien das Album Battle, auf dem verschiedene Demos von 1972 bis 1999 zu hören sind, und 2001 mit This Way Up ein weiteres Soloalbum von Molland. Im Jahr 2013 wurde das in den Royal Recording Studios aufgenommene Return to Memphis veröffentlicht. 2020 kam Be True To Yourself heraus.
Molland litt seit November 2024 an schweren gesundheitlichen Problemen, welche auf eine Diabetes-Erkrankung zurückzuführen waren. Am 1. März 2025 verstarb er in einem Krankenhaus in seinem Wohnort St. Louis Park.